# Peter Randt
Peter Randt (* 24. Januar 1941 in Güstrow) ist ein ehemaliger deutscher Handballspieler.

## Leben
Randt, der dem Verein Einheit Güstrow entstammt, besuchte die Kinder- und Jugendsportschule in Güstrow. Er ging nach Leipzig, wo er an der Deutschen Hochschule für Körperkultur (DHfK) studierte. 1970 erlangte er seinen Diplomabschluss mit einer Arbeit unter dem Titel „Über Schlagwürfe mit Seitneigen des Körpers zur wurfarmentgegengesetzten Seite“. Der 1,82 Meter große Rückraumspieler gewann mit dem SC DHfK Leipzig 1966 unter Trainer Hans-Gert Stein den Europapokal der Landesmeister.
Randt (Spitzname: Pit) wechselte zum SC Empor Rostock, war dort Jugendtrainer (ab 1973) sowie Assistent von Trainer Klaus Langhoff in der Oberligamannschaft. Ende der 1980er betreute er die DDR-Juniorenauswahl als Trainer. Nach der Wende zog er nach Bad Säckingen, arbeitete in einer Rehaklinik sowie als Handballtrainer.
Im Aufgebot der Männer-Handballnationalmannschaft der DDR spielte Peter Randt bei der Weltmeisterschaft (WM) 1967 und wurde bei der WM 1970 Vize-Weltmeister. Bei Olympia 1972 warf Randt in sechs Spielen für die Mannschaft der DDR zwölf Tore. Er kam auf insgesamt 116 Länderspiele.
Randt war ebenfalls ein begabter Leichtathlet, die 100 Meter legte er in handgestoppten elf Sekunden zurück, im Hochsprung verbuchte er eine Bestmarke von 1,80 Meter und im Weitsprung blieb er nur knapp unter einer Weite von sieben Metern.